# Chiesa dei Santi Nazario e Celso (Collio, Italia)
La chiesa dei Santi Nazario e Celso, detta anche chiesa dei Santi Nazzaro e Celso o chiesa dei Santi Nazaro e Celso, è la parrocchiale di Collio, in provincia e diocesi di Brescia; fa parte del zona pastorale dell'Alta Val Trompia.

## Storia
La parrocchia di Collio andò formandosi presumibilmente tra i secoli XIII e XIV; la prima citazione esplicita di una chiesa dedicata ai santi Nazario e Celso reca la data del 16 ottobre 1389.

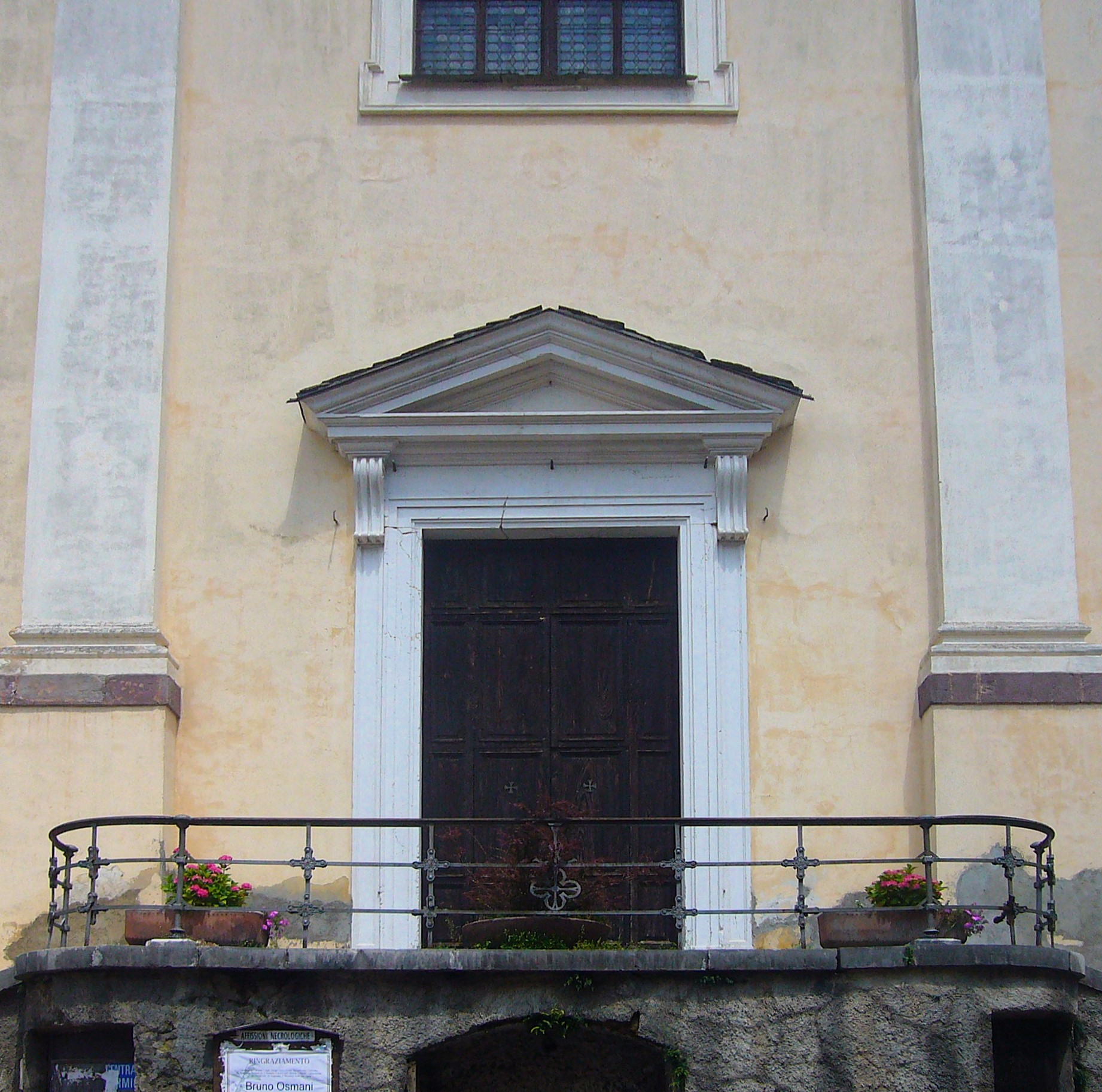
Il campanile

Nel 1671 venne rifatto l'altare maggiore e cinque anni dopo la chiesa fu oggetto di un importante restauro per sanari i danni provocati da un'inondazione.
Tuttavia, nel 1757 un nuovo straripamento rovinò l'edificio, ubicato proprio nei pressi del fiume Mella e del torrente Bavorgo. Così, si decise di costruire un nuovo luogo di culto, i cui lavori iniziarono il 15 agosto 1758; la parrocchiale, disegnata da Domenico Corbellini, venne portata a compimento nel 1785 e poi consacrata il 27 settembre 1827 dal vescovo di Brescia Gabrio Maria Nava.
Nella seconda metà degli anni sessanta si procedette all'esecuzione dell'adeguamento liturgico secondo le usanze postconciliari mediante l'aggiunta dell'altare rivolto verso l'assemblea.

## Descrizione

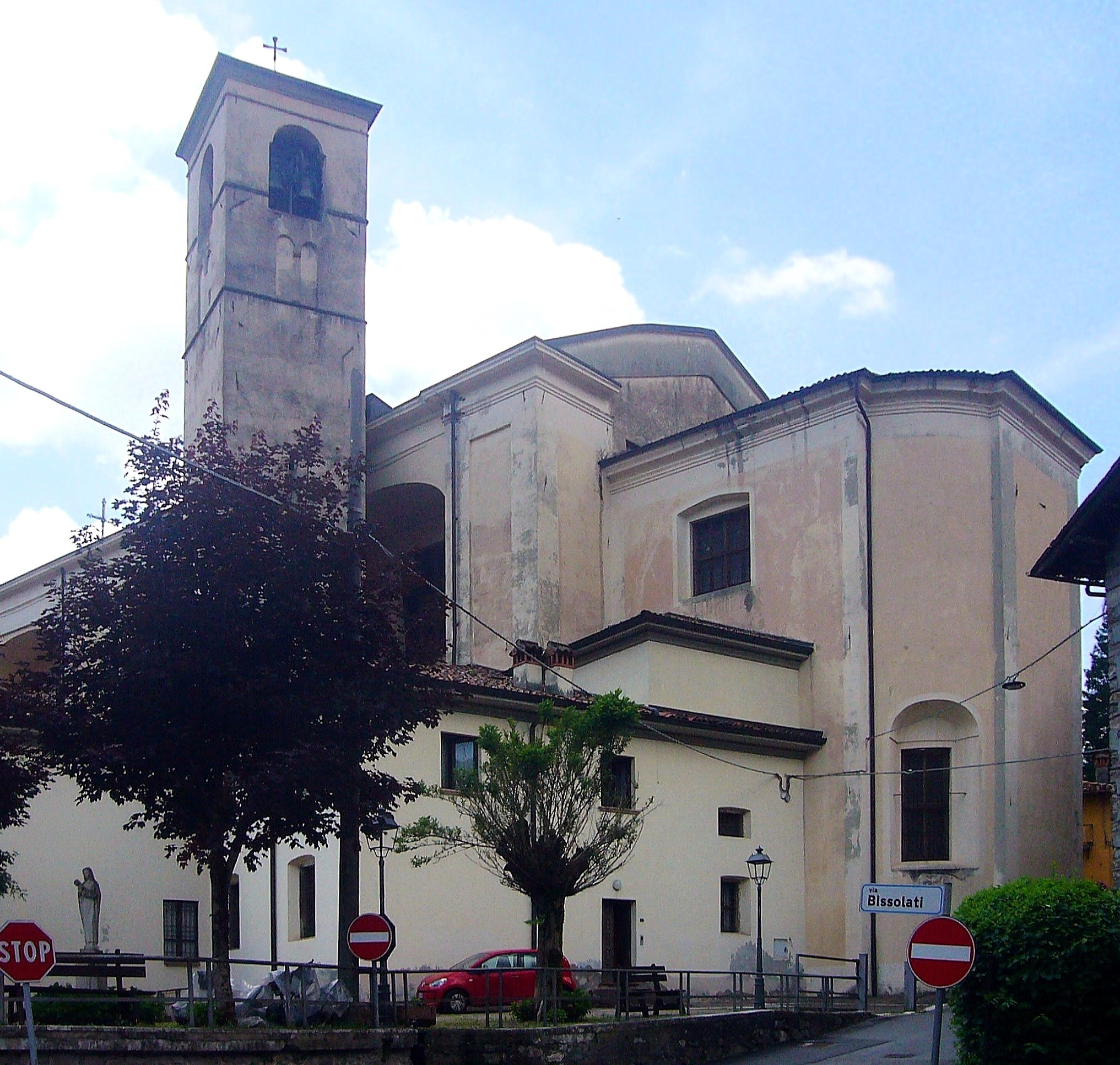
La chiesa e il campanile

### Esterno
La facciata a capanna della chiesa, rivolta a sudovest e sopraelevata rispetto alla strada, presenta centralmente il portale d'ingresso timpanato e sopra una finestra ed è scandita da quattro lesene con capitelli d'ordine ionico sorreggenti il frontone dentellato.
Annesso alla parrocchiale è il campanile a base quadrata, la cui cella presenta su ogni lato una monofora a tutto sesto ed è coperta dal tetto a quattro falde.

### Interno

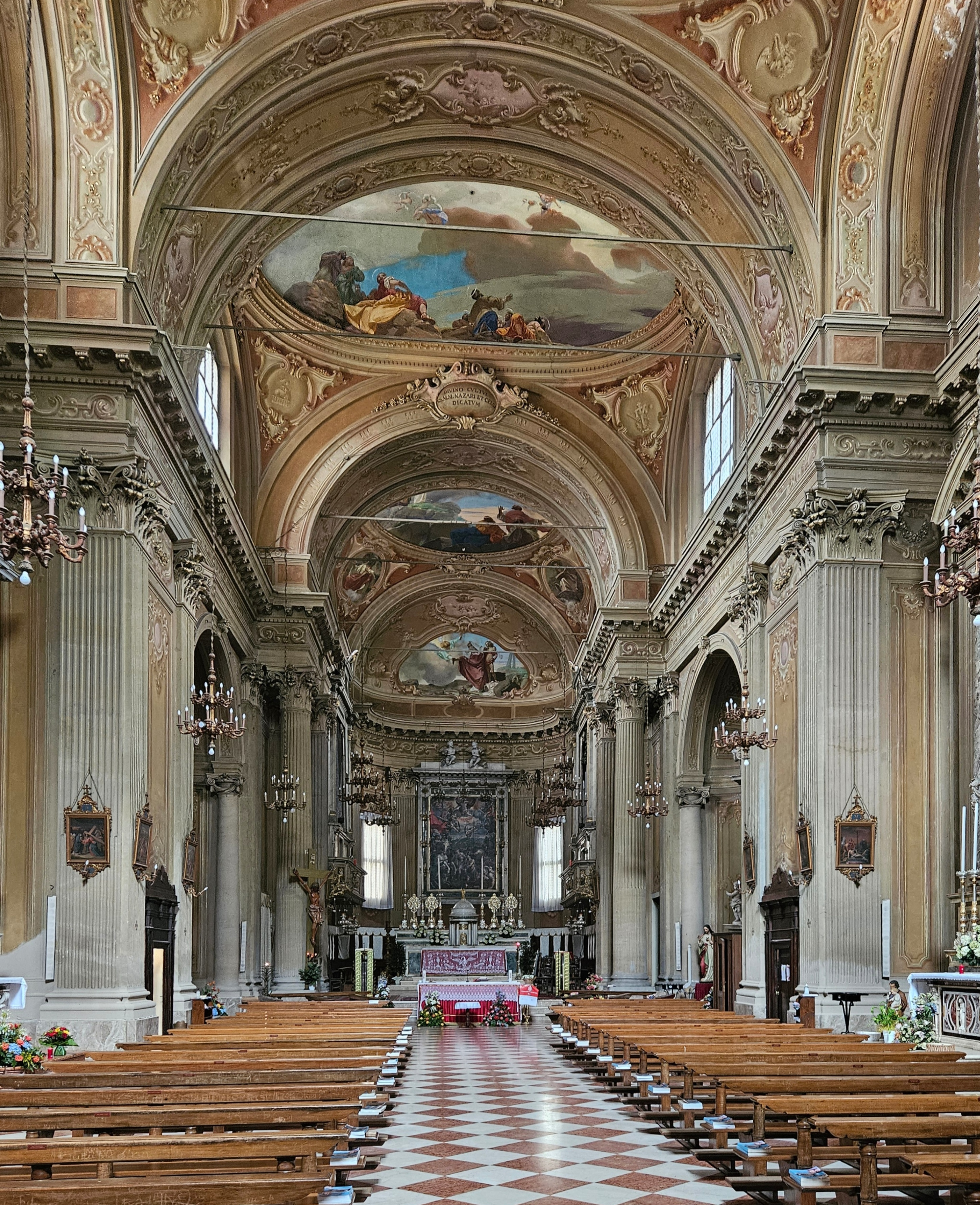
L'interno

L'interno dell'edificio si compone di un'unica ampia navata, sulla quale si affacciano le cappelle laterali, introdotte da archi a tutto sesto, e le cui pareti sono scandite da lesene scanalate terminanti con capitelli corinzie e sorreggenti la trabeazione modanata e aggettante sopra la quale si impostano le volte; al termine dell'aula si sviluppa il presbiterio, rialzato di alcuni gradini, ospitante l'altare maggiore e chiuso dall'abside di forma semicircolare, entro la quale trova posto la soasa dell'altare maggiore.
Qui sono conservate diverse opere di pregio, tra le quali la pala seicentesca con soggetto il Martirio dei santi Nazario e Celso, firmata da Grazio Cossali, la tela raffigurante i Santi Gaetano e Luigi, eseguita nel 1638 da Giuseppe Nuvolone, il quadro che rappresenta Cristo in gloria con i santi e le anime purganti, risalente al XVII secolo, il dipinto avente come soggetto la Deposizione, il cui autore è Tommaso Bona, le due pale ritraenti rispettivamente la Madonna e Sant'Antonio Abate e la Visita di Maria a Sant'Elisabetta, gli affreschi raffiguranti il Sacrificio di Isacco, la Trasfigurazione con ai lati gli Evangelisti, l'Ascensione, la Predicazione dei Santi Nazaro e Celso e l'Assunzione, eseguiti nel 1903 da Gaetano Cresseri e da Giuseppe Trainini, e la statua della Madonna, realizzata dalla bottega del Poisa.